# Thalassodes regressa
Thalassodes regressa là một loài bướm đêm trong họ Geometridae.